# كريم عادل عبد الفتاح
كريم عادل عبد الفتاح لاعب كرة قدم مصري، يلعب حاليًا لنادي جمهورية شبين في مركز الهجوم ، وقد سبق له اللعب في العديد من الأندية منها: الشرقية للدخان ، المصري ، الترسانة ، سموحة ، الأوليمبي ، غزل المحلة ، الشمس ، السكة الحديد ، طلائع الجيش ، المنيا ، المقاولون العرب ، نجوم المستقبل.

## روابط خارجية
- كريم عادل عبد الفتاح على موقع قاعدة بيانات كرة القدم.إي يو (الإنجليزية)

- كريم عادل